# Podargoni
 (mai 2023).
Si vous disposez d'ouvrages ou d'articles de référence ou si vous connaissez des sites web de qualité traitant du thème abordé ici, merci de compléter l'article en donnant les références utiles à sa vérifiabilité et en les liant à la section « Notes et références ».
Podargoni (grec-calabrais : Podàrghoni) ainsi que Ortì et Terreti forment le 11e arrondissement de la municipalité de Reggio de Calabre. Le hameau d'environ 101 habitants est tout proche des montagnes de l’Aspromonte, à environ 500 mètres d’altitude au-dessus du niveau de la mer, au pied du mont Marrapà et sur la rive gauche de la rivière Gallico.

## Étymologie
Le nom Podargoni dérive du dialecte grec autrefois parlé en Calabre et provient de l'expression grecque podos Ergon qui veut dire « au pied de la montagne ».

## Histoire
La première preuve de l'existence du pays provient de documents comptables du Vatican datant du XIVe siècle, mais il est possible que le pays était autrefois habité.
Au XVIIe siècle Podargoni, comme les autres régions voisines, a eu une expansion démographique considérable en raison du mouvement vers les montagnes des habitants des zones côtières, à plusieurs reprises soumis à des raids ottomans. Le village a été endommagé par le tremblement de terre de 1783.
En 1811, à la suite de la restructuration administrative du royaume de Naples commandée par Gioacchino Murat, Podargoni est devenu indépendant, un statut qu'il a occupé jusqu'en 1927 quand il a été incorporé dans le Grande Reggio.
Au cours du dernier siècle, le pays a subi une importante dépopulation du aux vagues de migrations vers les États-Unis d'Amérique et durant la Seconde Guerre mondiale, au Canada et dans les pays d'Europe (France-Belgique). 
Depuis quelques années Podargoni a été déclaré village médiéval d'une importance historique particulière  et environnementale mais son programme de récupération architecturale, a commencé dans les années 1990, et stagne depuis. Une incitation décisive à la renaissance de Podargoni, et de toute la vallée, promet la nouvelle autoroute Gauloise-Gambarie, en construction, et déjà accessible depuis la jonction autoroutière Gallico et Moulins Calanna (Pont Calanna). Le prochain tronçon, déjà prévu par la Province, atteindra la zone Podargoni.

## Lieux de culte
Le culte catholique est célébré dans l'église de Santa Maria del Bosco.

## Personnes notables
- Tony Bennett (New-York, 3 août 1926), né Anthony Dominick Benedetto, chanteur américain. Son père était en fait un immigrant calabrais qui a décidé d'aller vivre aux Etats-Unis.